# Kakapo
Der Kakapo (Strigops habroptilus) ist ein Papagei, der in Neuseeland beheimatet ist. Er ist die einzige Art der Unterfamilie Strigopinae (Eulenpapageien). Sein Name kommt aus der Sprache der Māori: Kākāpō, deutsch Nacht-Papagei. Der nachtaktive Vogel ist im Wesentlichen ein Pflanzenfresser. Er ist der einzige bekannte rezente flugunfähige Papagei. Der Kakapo ist akut vom Aussterben bedroht. Im Jahre 1994 war mit nur noch 47 Vögeln ein Tiefststand erreicht. Seitdem hat sich der Bestand aufgrund intensiver Bemühungen um die wenigen verbliebenen Vögel langsam, aber kontinuierlich erhöht und umfasste Anfang 2024 wieder 247 Kakapos.

## Aussehen

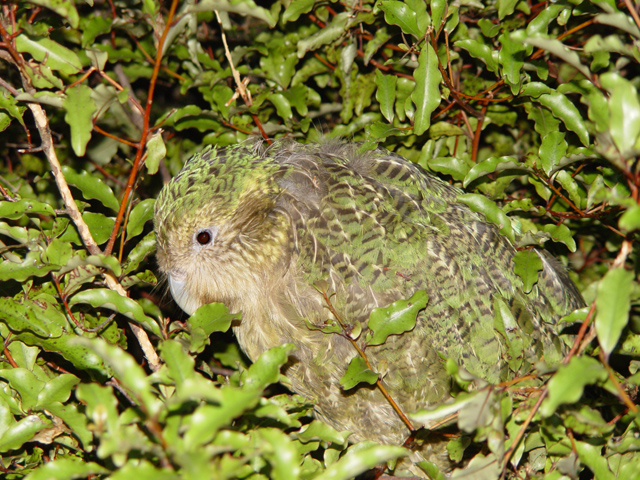
In dichter Vegetation ist der Kakapo gut getarnt

Alle heute bekannten Kakapos zeichnen sich durch ein moosgrünes Gefieder aus, das am Rücken schwarze Streifen aufweist. Der Unterkörper, der Nacken und das Gesicht sind eher grün-gelblich gefiedert, wobei die Färbung individuell stark variiert. Von Vogelbälgen in wissenschaftlichen Sammlungen weiß man jedoch, dass es auch Exemplare gegeben hat, die völlig gelblich gefiedert waren. Das Gefieder ist ungewöhnlich weich, darauf bezieht sich die Artbezeichnung habroptilus (altgriech. habro- „weich“, ptilon „Feder“).

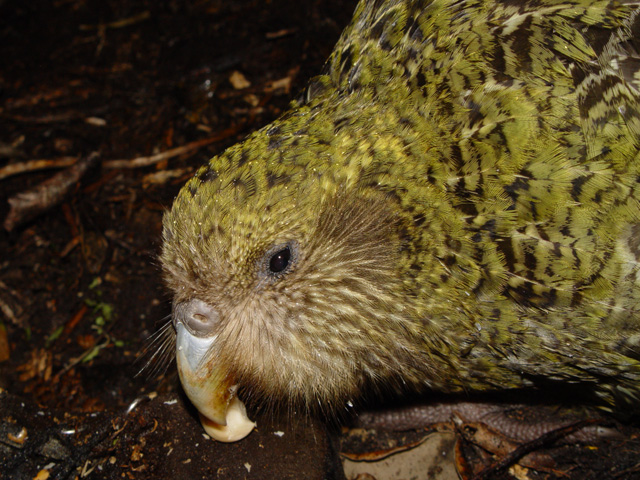
Porträt eines Kakapos, Gesichtsschleier und Schnabelborsten sind gut sichtbar

Kakapos haben einen sogenannten Gesichtsschleier; das heißt, das Gesicht ist von feinen Federn umgeben, wie es für Eulen typisch ist. Hierdurch erklärt sich der wissenschaftliche Gattungsname Strigops (lateinisch strix „Eule“, altgriechisch ops „Gesicht“). Die europäischen Einwanderer auf Neuseeland nannten daher den Kakapo auch Eulenpapagei. Den Schnabel umgeben feine Schnabelborsten, mit denen nachts Hindernisse geortet werden. Die Enden der Schwanzfedern sind meistens zerschlissen, da sie ständig am Boden entlanggezogen werden.
Kakapos sind sehr große Papageien; ausgewachsene Männchen messen bis zu 60 Zentimeter und wiegen zwischen drei und vier Kilogramm. Die Flügel sind relativ klein und es fehlt das verstärkte Brustbein (Sternum), an dem bei anderen Vögeln die kräftige Flugmuskulatur ansetzt. Sie gebrauchen ihre Flügel nur zum Balancieren und um ihren Fall abzubremsen, wenn sie von Bäumen herabspringen. Anders als andere Landvögel können Kakapos große Mengen Depotfett speichern.
Der Schnabel des Kakapos ist dafür geeignet, Nahrung sehr fein zu zerkleinern. Kakapos haben kleine Kröpfe. Die Füße sind groß und schuppig und haben wie bei allen Papageien zwei nach vorne und zwei nach hinten gerichtete Zehen. Ihre ausgeprägten Krallen sind an das Klettern angepasst (Adaption).
Eines der ungewöhnlichsten Charakteristika der Kakapos ist ihr starker, aber angenehmer Geruch, der dem Geruch von Blumen und Honig oder Bienenwachs ähnelt.

## Verbreitung und Lebensraum
Die Kakapos besiedelten früher beide neuseeländische Hauptinseln. Der Lebensraum der Kakapos umfasste unterschiedliche Habitate, darunter alpine Heiden, Buschland wie auch küstennahe Bereiche. Sie bewohnten außerdem eine Vielzahl unterschiedlicher Waldformen, in denen Steineibengewächse (Podocarpaceae) (vor allem Rimu (Dacrydium cupressinum)), Scheinbuchen, Tawa (Beilschmiedia tawa) oder Eisenhölzer (Metrosideros sp.) dominierten. Bevorzugt wurden dabei Waldrandzonen oder Waldbereiche in jungen Sukzessionsstadien, da sie ihnen eine größere Vielfalt an Nahrung boten. In den Fjordgebieten Neuseelands nannte man die Bereiche, in denen nach Lawinenabgängen oder Erdrutschen junge Wälder mit einem dichten, fruchttragenden Strauchwerk aufwuchsen, „Kakapo-Gärten“.
Alle Kakapos, von deren Existenz man weiß, sind aus Schutzgründen überwiegend auf zwei kleine Inseln umgesiedelt worden: Anchor Island (Pukenui), die sich im Tamatea / Dusky Sound, einem Teil des Fiordland-Nationalparks, befindet, sowie Codfish Island / Whenua Hou, die vor der Westküste von Stewart Island liegt.

## Verhalten und Nahrung
Kakapos sind nachtaktiv. Tagsüber ruhen sie versteckt in Bäumen oder am Erdboden; nachts streifen sie durch ihr Revier. Sie können nicht fliegen, sind jedoch exzellente Kletterer, die bis in die Kronen der höchsten Bäume klettern. Man hat beobachtet, wie sie von diesen Höhen „fallschirmähnlich“ herabgleiten, indem sie ihre Flügel spreizen und dadurch ihren Fall abbremsen. Kakapos sind ausgezeichnete Läufer; während einer Nacht können sie mehrere Kilometer zurücklegen und dabei hunderte von Höhenmetern überwinden. Sie können auch mit einem beachtlichen Tempo rennen, halten eine hohe Geschwindigkeit aber nicht über eine längere Distanz.
Kakapos ernähren sich überwiegend von einer großen Zahl von Pflanzen, Samen, Früchten, Pollen und sogar vom Baumsaft von Bäumen. Mit besonderer Vorliebe fressen sie die Früchte des Rimu-Baums und ernähren sich ausschließlich davon, wenn diese Früchte reichlich vorhanden sind. Blätter werden häufig mit einem Fuß festgehalten, um dann mit dem Schnabel die nahrhaften Teile abzustreifen, so dass die hartfaserigen Blattbestandteile übrig bleiben. Die Reste solcher Blätter sind ein eindeutiges Kennzeichen der Anwesenheit von Kakapos. Man hat darüber hinaus auch beobachtet, dass Kakapos Insekten und andere wirbellose Tiere fressen.
Kakapos sind von Natur aus sehr neugierig und reagieren mitunter sogar interessiert auf gelegentlich anwesende Menschen. Wie andere Papageien auch verfügen Kakapos über eine große Bandbreite unterschiedlicher Rufe, die verschiedene Funktionen haben. Zusätzlich zu den „booms“ und „chings“ ihrer Balzrufe geben sie beispielsweise mit einem „skraark“ ihre Anwesenheit anderen Vögeln bekannt.

## Verhalten gegenüber Räubern
Kakapos haben wie viele flugunfähige Inselformen kein Feindverhalten gegen Bodenprädatoren, da es in Neuseeland ursprünglich keine solchen gab. Wenn Kakapos sich bedroht fühlen, erstarren sie und verlassen sich auf ihre Tarnung. Dieses Verhalten ist ein geeigneter Schutz gegenüber Adlern, die früher ihre einzigen Feinde waren, es schützt sie jedoch nicht vor den durch Menschen eingeführten Raubtieren, die vor allem ihren Geruchssinn bei der Nahrungssuche nutzen.

## Fortpflanzung

### Balzarena
Kakapos haben ein Balzverhalten, das keinem anderen Papagei gleicht. Männchen sammeln sich an einer gemeinschaftlichen Balzarena, dem sogenannten Lek, und konkurrieren um die Gunst der Weibchen. Die Weibchen, die an der Balzarena erscheinen, beobachten die Balz der Männchen und wählen aus den Balzenden das Männchen aus, mit dem sie sich paaren.
Die Balzarenen liegen gewöhnlich auf Anhöhen; während der Balzzeit verlassen die Männchen ihre angestammten Reviere und ziehen zu diesen Balzarenen, wo jedes Männchen sich einen eigenen Balzplatz schafft. Balzarenen können bis zu sieben Kilometer vom angestammten Revier eines Männchens entfernt sein. Mit dem Eintreffen an der Balzarena beginnt eine Auseinandersetzung unter den Männchen, wobei sie mit gesträubten Federn, auseinander gespreizten Flügeln, geöffneten Schnäbeln, erhobenen Krallen und unter lautem Krächzen und Brummen untereinander um die besten Balzplätze innerhalb dieser Balzarena kämpfen. Gelegentlich werden bei diesen Kämpfen auch Vögel verletzt.

### Die individuellen Balzplätze
Die individuellen Balzplätze sind innerhalb dieser Arena im Durchschnitt etwa 50 Meter voneinander entfernt. Die Männchen graben für ihre Balzplätze eine etwa zehn Zentimeter tiefe, schalenförmige Vertiefung in den Boden, die etwa einen Durchmesser von einem halben Meter hat, so dass die Vögel in diese Vertiefung passen. Die Balzplätze werden gerne vor Felsen, Erdhängen oder Baumstämmen angelegt, die den Schall der Rufe reflektieren. Zum individuellen Balzplatz gehört ein Netzwerk an Pfaden, die sich entweder etwa 50 Meter auf einer Anhöhe entlangziehen oder als Rundweg mit einem Durchmesser von etwa 20 Meter eine Anhöhe umrunden.
Die Männchen befreien sowohl ihre Balzplätze als auch die Pfade von Zweigen und Blättern. Reservatsmitarbeiter nutzen diese Angewohnheit der Vögel, indem sie einige Zweige in den Balzplatz legen, um so festzustellen, ob der Balzplatz aktiv genutzt wird. Falls ein Männchen während der Nacht am Balzplatz erscheint, räumt es diese Zweige sorgfältig weg.

### Balzrufe
„Der Kakapo bläst zwei riesige Luftsäcke in seinen beiden Brustseiten auf, versenkt den Kopf dazwischen und beginnt etwas von sich zu geben, was er für aufregende Grunzlaute hält. Diese Laute werden stufenweise tiefer, hallen in seinen beiden Luftsäcken wider, breiten sich dann in der Nachtluft aus und erfüllen die Täler im Umkreis von Meilen mit dem schaurigen Klang eines gewaltigen, in der Nacht schlagenden Herzens…“

Um Weibchen anzuziehen, lassen die Männchen während der Nacht ihre „Boom“-Rufe erschallen. Männchen beginnen mit leisen Grunzgeräuschen, die an Stärke zunehmen, während sich ihr Kehlsack aufbläst. Nach einer Folge von etwa 20 Boomrufen nimmt die Lautstärke wieder ab. Nach einer kurzen Pause beginnt das Männchen erneut mit einer Folge von „Boom“-Rufen. Die Männchen drehen sich ein wenig nach einer Folge von Rufen, um so die „Boom“-Rufe in eine andere Richtung erschallen zu lassen. Diese Rufe können in einer windstillen Nacht bis zu einem Kilometer weit gehört werden, und der Wind kann ihren Ruf bis zu fünf Kilometer tragen. Männchen rufen bis zu acht Stunden während einer Nacht; jedes Männchen lässt daher tausende von „Boom“-Rufen über Nacht erschallen. Dieses Balzverhalten kann sich über drei bis vier Monate hinziehen. Die Männchen verlieren in dieser Zeit bis zur Hälfte ihres Körpergewichts.

### Paarung
Weibchen werden von den „Boom“-Rufen angezogen und verlassen gleichfalls ihre Territorien, um über mehrere Kilometer hinweg zu diesen Balzarenen zu ziehen. Hat sich ein Weibchen für ein Männchen entschieden und betritt seinen Balzplatz, beginnt ein komplexes Balzverhalten seitens des Männchens. Das Männchen schwankt von Seite zu Seite, während es Klickgeräusche mit seinem Schnabel macht. Es dreht dem Weibchen seinen Rücken zu, spreizt seine Flügel und geht rückwärts auf es zu. Über den eigentlichen Paarungsakt ist wenig bekannt – es wird lediglich angenommen, dass er sehr kurz ist.
Männchen sind in dieser Zeit sexuell sehr erregbar und versuchen die Kopulation auch mit anderem als mit einem Kakapo-Weibchen zu vollziehen. Man hat Männchen dabei beobachtet, wie sie versuchten, sich mit einem herabgefallenen Ast oder einem zusammengerollten Pullover zu paaren.

### Brut
Die Weibchen kehren nach der Verpaarung in ihre Reviere zurück, um dort Eier zu legen und die Jungen großzuziehen. Die Männchen setzen währenddessen ihre Balzrufe fort, um noch weitere paarungswillige Weibchen anzulocken.
Die Weibchen legen zwischen einem und vier Eier je Brutperiode. Ihr Nest bauen sie auf der Erde im Schutz von Pflanzen oder in hohlen Baumstämmen. Sie bebrüten das Gelege allein und müssen daher ihr Nest nachts für die Nahrungssuche verlassen. Die Eier sind dabei sowohl der Gefahr ausgesetzt, von Räubern gefressen zu werden, als auch zu unterkühlen.
Die Küken schlüpfen nach einer Brutzeit von etwa 30 Tagen; sie sind nach etwa zehn bis zwölf Wochen flügge. Das Weibchen füttert die Jungvögel gelegentlich bis zu ihrem sechsten Lebensmonat, während diese langsam selbständiger werden.
Männchen beginnen mit ihren „Boom“-Rufen erst ab dem 5. Lebensjahr; Weibchen suchen die Balzarenen der Männchen erst ab ihrem 9. bis 10. Lebensjahr auf. Kakapos brüten außerdem nicht jedes Jahr. Sie brüten nur, wenn ihnen aufgrund einer Baummast reichlich Nahrung zur Verfügung steht. Die Rimu-Bäume haben eine solche Mast nur alle drei bis fünf Jahre. In Wäldern, in denen der Rimu-Baum überwiegt, wie etwa auf Codfish Island / Whenua Hou, brüten die Kakapos entsprechend unregelmäßig.

## Systematik

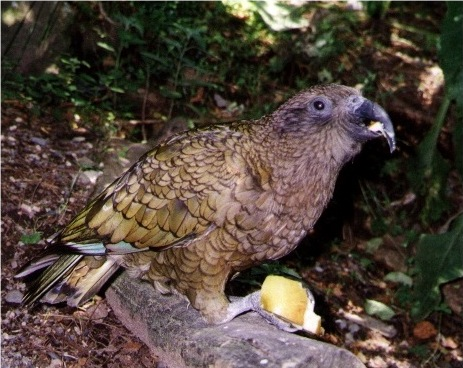
Kea, ein Nestorpapagei

Der Kakapo ist der einzige Vertreter der Gattung Strigops, die meist als Unterfamilie zu den Eigentlichen Papageien gestellt wird. Über die genaue phylogenetische Position ist nichts bekannt, meistens werden sie als ursprünglichste Form allen anderen Echten Papageien gegenübergestellt und stellen somit die Schwestergruppe all dieser Gruppen dar:
| N.N. | \| \| Kakadus (Cacatuidae) \| \| \| \| \| \| Eigentliche Papageien (Psittacidae) \| \| \| \| |
|      | \| \| Kakadus (Cacatuidae) \| \| \| \| \| \| Eigentliche Papageien (Psittacidae) \| \| \| \| |
|      | Eulenpapageien (Strigopinae), Kakapo (Strigops habroptilus)                                  |
|      |                                                                                              |
|      | Kakadus (Cacatuidae)                                                                         |
|      |                                                                                              |
|      | Eigentliche Papageien (Psittacidae)                                                          |
|      |                                                                                              |

|  | Kakadus (Cacatuidae)                |
|  |                                     |
|  | Eigentliche Papageien (Psittacidae) |
|  |                                     |

Nach anderen Quellen wird diese ursprünglichste Position auch von den ebenfalls auf Neuseeland lebenden Nestorpapageien (Nestorinae) eingenommen.
Die Vorfahren der Kakapos tauchten vor mehreren Millionen Jahren erstmals auf den neuseeländischen Inseln auf. Unter Wissenschaftlern wird davon ausgegangen, dass diese Vögel kleiner waren als die heutigen Kakapos und mehr anderen Papageien ähnelten. In ihrer Anpassung an ihren Lebensraum wurden sie größer, schwerer und verloren allmählich ihre Flugfähigkeit. Auf Neuseeland waren Säugetiere zu diesem Zeitpunkt nur durch drei kleine Fledermausarten vertreten. Kakapos scheinen mit ihrer Lebensform die Nische ausgefüllt zu haben, die anderorts vorwiegend durch Säugetiere besetzt wurde. Vor der ersten Ankunft von Menschen waren Kakapos mit ihrer Lebensstrategie überaus erfolgreich; man geht davon aus, dass Millionen von Individuen vor der Ankunft der ersten Menschen auf Neuseeland lebten.

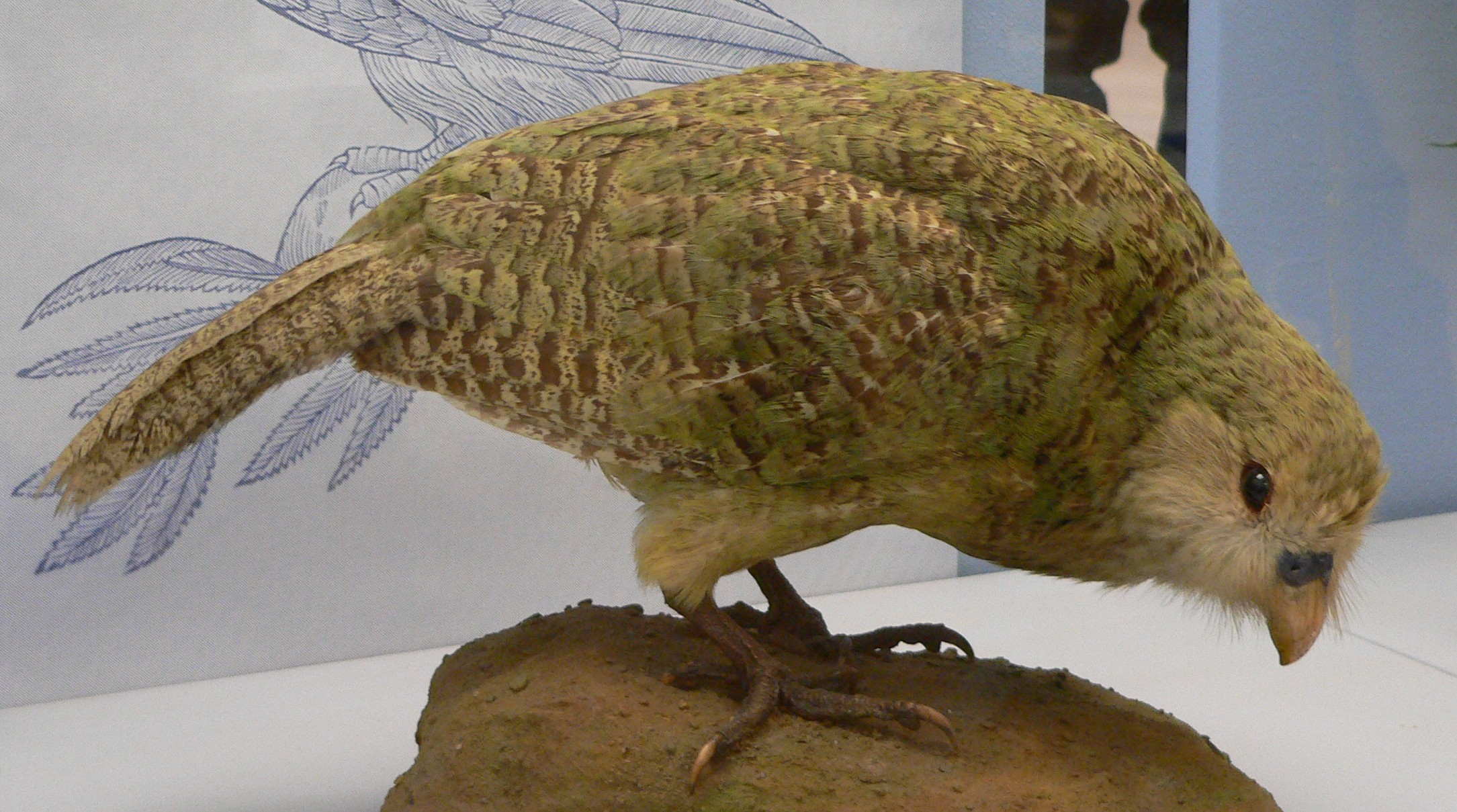
Präparierter Kakapo im Museum Koenig in Bonn

## Bestandsentwicklung und Gefährdung
Da – von einigen Greifvogelarten abgesehen – erst mit der Ankunft erster Pioniere aus Polynesien und später Europa Raubtiere nach Neuseeland kamen, entwickelten die Kakapos keinen Fluchtinstinkt gegenüber Räubern; bei Gefahr bleiben sie auf dem Boden hocken und können daher leicht Opfer von verwilderten Katzen, Hunden, Mardern, Wieseln und Frettchen werden. Eine weitere Gefahr stellen Nesträuber wie die Ratte dar. Die überlebenden Kakapos wurden deshalb im 20. Jahrhundert auf kleinere Inseln vor Neuseeland (Codfish Island / Whenua Hou, Maud Island, Fiordland und Te Hauturu-o-Toi / Little Barrier Island) umgesiedelt, die von eingeschleppten Raubtieren befreit wurden.

### Besiedlung Neuseelands durch die Māori
Von Polynesien aus begannen vor etwa 1000 Jahren Māori Neuseeland zu besiedeln. Sie jagten Kakapos als Nahrung und verarbeiteten ihre Häute und Federn zu Capes. Getrocknete Kakapo-Köpfe wurden als Ohrschmuck verwendet. Aufgrund ihrer Flugunfähigkeit, ihres starken Geruchs und ihrer Angewohnheit, bei Bedrohung zu erstarren, waren die Kakapos für die Māori und die von ihnen eingeführten Hunde einfache Jagdbeute. Polynesische Ratten, die durch die Māori auf Neuseeland eingeschleppt wurden, fraßen die Küken und Eier. Durch Rodungen schränkten Māori den Lebensraum der Kakapos so ein, dass die Vögel in einigen Landesteilen bereits ausgestorben waren, als die Europäer auf Neuseeland eintrafen.

### Besiedlung Neuseelands durch die Europäer
Ab 1840 begannen Europäer große Flächen der neuseeländischen Inseln für Landwirtschaft und Weidewirtschaft urbar zu machen und damit den Kakapo-Lebensraum noch weiter einzugrenzen. Mit den Europäern gelangten weitere Raubsäuger nach Neuseeland: Katzen, europäische Ratten und noch mehr Hunde, die sowohl erwachsene Kakapos als auch die jungen Vögel jagten.
Die Europäer wussten wenig über die Kakapos, bis der Wissenschaftler George Gray vom Britischen Museum sie 1845 auf Basis von Vogelbälgen beschrieb. Wie die Māori betrachteten die europäischen Siedler auf Neuseeland Kakapos als Nahrungsmittel, mit dem man auch die Hunde füttern konnte. Gegen Ende des 19. Jahrhunderts waren Kakapos als wissenschaftliche Kuriosität in Europa wohlbekannt, und tausende der Vögel wurden in Neuseeland gefangen oder getötet, um Exemplare oder Vogelbälge für Zoos, Museen und Sammler zu liefern. Die lebend gefangenen Vögel starben innerhalb weniger Monate.
Spätestens seit 1870 war den Sammlern bewusst, dass die Anzahl der Kakapos deutlich abnahm und die Gefahr des Aussterbens dieser Art bestand. Unglücklicherweise konzentrierte man sich in der Folge darauf, so viele Vogelbälge zu sammeln wie möglich, bevor diese Art verschwand.
Ab 1880 wurden durch die Europäer auf Neuseeland Hermeline, Frettchen und Wiesel in großer Anzahl freigelassen, um damit die Anzahl der rasch zunehmenden Kaninchen zu reduzieren. Die Tiere jagten jedoch nicht nur Kaninchen, sondern auch zahlreiche einheimische Arten – darunter den Kakapo.

### Beginn der Rettungsversuche
Bereits 1891 beschloss die neuseeländische Regierung, Resolution Island im Fjordgebiet zum Naturreservat zu erklären, und ernannte 1894 Richard Henry zum Leiter dieses Reservats. Als engagierter Naturschützer war sich Henry dessen bewusst, dass die Individuenzahl der einheimischen Vögel aufgrund der eingeführten Räuber rasch abnahm. Er erkannte den Wert von Resolution Island als raubtierfreies Reservat und begann Kakapos und Kiwis auf diese Insel umzusiedeln. Bis 1900 hatte er über 200 Kakapos dahin evakuiert. 1900 durchschwammen Marder die etwa 1 km breite Meerenge zwischen der Insel und dem Festland, siedelten sich dort an und vernichteten binnen sechs Jahren die gesamte Kakapopopulation auf Resolution Island.
1903 hatte man bereits drei Kakapos von Resolution Island zum Naturreservat Hauturu / Little Barrier Island nordöstlich von Auckland evakuiert. Da auf dieser Insel jedoch auch verwilderte Hauskatzen lebten, wurden diese drei Vögel nicht wieder gesehen. 1912 siedelte man drei Kakapos im Reservat Kapiti Island nordwestlich von Wellington an. Einer dieser Vögel überlebte zumindest bis 1936.

### 1920 bis zum Beginn der 1970er Jahre
Während der Weltwirtschaftskrise in den 1920er und 1930er Jahren sowie während der beiden Weltkriege stand der Schutz der Kakapos nicht im Fokus der neuseeländischen Regierung. 1920 war der Kakapo auf der Nordinsel ausgestorben, sein Bestand auf der südlichen Insel war dramatisch gesunken. Eine der wenigen Regionen, wo er noch vorkam, war das zerklüftete Fjordland. Während der 1930er Jahre wurden Kakapos dort noch häufig gesehen oder ihre Rufe gehört. Gelegentlich landeten sie auch noch im Kochtopf von Jägern und Straßenarbeitern. In den 1940er Jahren nahm die Anzahl der Beobachtungen jedoch deutlich ab.
In den 1950er Jahren begann der New Zealand Wildlife Service systematisch im Fjordland nach Kakapos zu suchen. Sieben Expeditionen zwischen 1951 und 1956 fanden nur wenige Zeichen dafür, dass überhaupt noch Individuen dieser Art existierten. Aus Sorge, dass Rehe und Europäische Mufflons im Fjordgebiet wichtige Nahrungspflanzen für sich beanspruchten und damit die Überlebenschance dieser Vögel noch weiter einschränkten, traf man die Entscheidung, die nächsten Vögel, die man fände, in Gefangenschaft zu halten. Von den fünf Vögeln, die man deswegen 1961 ins Mount Bruce Native Bird Reserve nahe Masterton auf der Nordinsel brachte, starben vier in den ersten Monaten ihrer Gefangenschaft; der fünfte Vogel überlebte immerhin vier Jahre. Ein 1967 gefangener Vogel überlebte das erste Jahr seiner Gefangenschaft nicht.

### 1970 bis heute
Zu Beginn der 1970er Jahre war unklar, ob überhaupt noch Kakapos existierten. Mit Hilfe von Hubschraubern gelang es jedoch damals, auch Expeditionen in Regionen von Neuseeland vorzunehmen, die bis dahin weitgehend unzugänglich waren. Täler, die von nahezu senkrechten Felsklippen umgeben waren, waren bis dahin von der Besiedlung durch Rehe und Mufflons verschont geblieben – jedoch auch bis dorthin waren Marder bereits vorgedrungen.
Von 1974 bis 1976 fand man eine Reihe männlicher Vögel und war erstmals in der Lage, das Balzverhalten wissenschaftlich zu beschreiben. Das Fehlen weiblicher Vögel führte man darauf zurück, dass sie beim Brüten rasch Opfer von Mardern werden. Man hielt es nicht für ausgeschlossen, dass keine weiblichen Vögel mehr lebten und die Art damit im Prinzip schon ausgestorben war. Alle eingefangenen Vögel wurden in geschützteren Reservaten wie Maud Island freigelassen.
1977 begann man endlich, auch Stewart Island (Rakiura) systematisch zu untersuchen. Bereits in den Jahrzehnten zuvor waren gelegentlich von dort Kakapo-Beobachtungen gemeldet worden – die letzte 1970 durch einen Rehjäger. Die 1977er Expedition fand bereits am ersten Expeditionstag eine Kakapo-Balzarena. Da sie in den folgenden Wochen Spuren von Dutzenden Vögeln fand, stieg die Hoffnung, hier vielleicht doch noch Weibchen zu finden. 1980 suchte man die Insel systematisch mit Spürhunden ab (die Hunde trugen Maulkörbe, damit sie keinen der seltenen Vögel töten konnten). Unter den so gefundenen Vögeln waren fünf Weibchen. Man war sich auch sicher, dass auf Stewart Island keine Marder, Wiesel oder Frettchen lebten. Allerdings lebten hier verwilderte Hauskatzen, die die Kakapos in alarmierender Zahl töteten. Von 1977 bis 1982 starben rund 50 % der geschätzten Kakapopopulation auf Stewart Island durch Katzen. Auf der Insel Te Hauturu-o-Toi / Little Barrier Island hatte man die verwilderten Katzen bereits gezielt ausgerottet; Marder, Wiesel und Frettchen kamen dort nicht vor. Man begann, Vögel auch hier gezielt anzusiedeln.
Nordwestlich der Stewart Island liegt Codfish Island / Whenua Hou. Nachdem man die dort vorkommenden eingeschleppten Fuchskusus ausgerottet hatte, begann man auch diese Insel gezielt mit Kakapos zu besiedeln. 1995 bestand die Weltpopulation nur noch aus 50 Individuen, 19 davon waren Weibchen.

### Erste Bestandserholung
1989 wurde ein Kakapo Recovery Plan zum Bestandserhalt und -aufbau entwickelt und eine Einrichtung etabliert, die diesen Plan umsetzen sollte, die Kakapo Recovery Group. Eine der ersten Maßnahmen war, auf Te Hauturu-o-Toi / Little Barrier Island die Weibchen mit zusätzlichem Futter zu versorgen, da in den sieben vorangegangenen Jahren kein Bruterfolg festzustellen gewesen war. Die Maßnahme hatte Erfolg. Vier Vögel legten Eier, 1991 wurden zwei Jungvögel erfolgreich aufgezogen. 1992 brüteten auch die Vögel auf Codfish Island / Whenua Hou das erste Mal. Da die Früchte der Rimu-Bäume aufgrund schlechter Wetterbedingungen nicht ausreiften, stand nicht ausreichend Nahrung für die Jungvögel zur Verfügung. Drei unterernährte Jungvögel wurden in den Auckland Zoo gebracht, wo zwei starben; der dritte, den man Hoki taufte, wurde erfolgreich mit der Hand aufgezogen und anschließend auf Maud Island angesiedelt. Erst 1997 kam es wieder zu Bruten. Erneut reiften die Rimu-Früchte nicht aus, aber mit einer zusätzlichen Fütterung der Muttervögel wurden drei Jungvögel groß.
Während auf Codfish Island / Whenua Hou und Te Hauturu-o-Toi / Little Barrier Island keine Katzen, Wiesel, Frettchen sowie europäischen Ratten vorkamen, lebte hier jedoch die kleinere polynesische Ratte. Erst allmählich wurde klar, dass diese Rattenart zwar ausgewachsene Kakapos in Ruhe ließ, jedoch Kakapo-Eier und Küken fraß. Die polynesische Ratte war außerdem ein Nahrungskonkurrent des Kakapo. Man beschloss, Codfish Island / Whenua Hou von den Ratten zu befreien und Te Hauturu-o-Toi / Little Barrier Island als Siedlungsort aufzugeben, da dieses Gebiet zu zerklüftet war, um die Tiere dort sinnvoll betreuen zu können. Für zwei Jahre siedelte man die Vögel auf Pearl Island an und vergiftete in dieser Zeit die auf Codfish Island / Whenua Hou lebenden Ratten. Ein Teil der geschlüpften Jungvögel wurde künstlich aufgezogen. In drei Jahren stieg die Anzahl der bekannten Individuen von 50 auf 62 Vögel.
Als absehbar war, dass 2001 die Rimu-Bäume auf Codfish Island / Whenua Hou reichlich tragen würden, siedelte man alle 21 geschlechtsreifen Weibchen auf diese Insel um. 20 der Weibchen legten tatsächlich Eier, und Anfang 2002 schlüpften 24 Küken – in den vorherigen 20 Jahren waren insgesamt nur 15 Jungvögel groß geworden. In einem Jahr war damit die Population um 39 % auf 86 Individuen angestiegen.
Ein reichlicher Fruchtansatz der Rimu-Bäume war für die nächsten zwei Jahre nicht zu erwarten – die Kakapos brüteten entsprechend in diesen Jahren nicht in den Wäldern von Codfish Island / Whenua Hou, die von Rimu-Bäumen dominiert wurden. Andere Baumarten fruchten regelmäßiger als der Rimu-Baum; daher schien es sinnvoll, das von Scheinbuchen dominierte Chalky Island stärker zu besiedeln. Junge, noch nicht geschlechtsreife Vögel wurden auf Chalky Island angesiedelt in der Hoffnung, dass sie sich dem dortigen Fruchtzyklus anpassen und damit häufiger brüten würden. Achtzehn Vögel wurden nach Chalky Island gebracht; allerdings starben drei Weibchen an einer Bakterieninfektion. Die übrigen Vögel impfte man und behandelte sie mit Antibiotika.

### Das Kakapo Recovery Programm
Die noch überlebenden Tiere werden über das Kakapo Recovery Programm intensiv betreut, um so die Arterhaltung zu gewährleisten. Mit Übersiedlungsprogrammen versucht man, die Vögel vor Raubtieren zu schützen und zu häufigeren Bruten anzuregen. Männchen, die man für unfruchtbar hält, werden von den Weibchen ferngehalten, um unproduktive Paarungen zu vermeiden.
Um die genetische Vielfalt zu erhalten, versucht man zu vermeiden, dass nur wenige Männchen die Paarung dominieren. Nur ein einziger männlicher Vogel, getauft auf den Namen Richard Henry, stammte von der Südinsel von Neuseeland; ihm maß man besondere Bedeutung bei der Sicherstellung der genetischen Vielfalt bei. Er war gelblicher gezeichnet als die übrigen Vögel und „boomte“ in einem anderen Dialekt. Wie erhofft zeugte er 1998 zwei männliche und ein weibliches Küken, weitere Nachkommen blieben jedoch aus. Richard Henry starb im Dezember 2010 im Alter von geschätzten 80 Jahren eines natürlichen Todes.
Weibchen werden mit zusätzlichem Futter versorgt. Ihr Futter erhalten sie an individuellen Futterstationen in der Hoffnung, dass sie irgendwann jährlich brüten werden. Gelegentlich werden Eier und Jungvögel entfernt, um so die weiblichen Vögel zu ermutigen, ein zweites Mal Eier zu legen. Ältere Weibchen werden als Ersatzmütter eingesetzt und haben erfolgreich Jungvögel aufgezogen. Andere Jungvögel wurden künstlich ausgebrütet und anschließend mit der Hand aufgezogen.
Die Nester der Kakapos werden ständig mit verschiedenen Methoden beobachtet. Verlässt das Weibchen nachts das Nest, um nach Nahrung zu suchen, werden die Eier von Reservatsmitarbeitern mit Decken warmgehalten, um zu verhindern, dass – wie in der Vergangenheit bereits geschehen – Eier oder Jungvögel erfrieren. Die Nester werden auch mit Flohpulver behandelt, nachdem ein Weibchen aus Versehen ein Ei zerdrückt hatte, als es sich aufgrund von Flohbissen kratzte.
Die Aussichten dafür, dass die Kakapos als Art einige Jahre mehr überleben werden, haben sich deutlich verbessert. Der plötzliche Tod an einer Bakterieninfektion von drei der 2002 geschlüpften 15 weiblichen Jungvögel hat aber auch deutlich gemacht, wie kritisch der Bestand der Vögel ist.
Das Jahr 2019 war die bislang beste Brutsaison seit der Wiederentdeckung im Jahr 1977, es wurden 76 Küken ausgebrütet, wovon bei 60 erwartet wird, dass sie das Erwachsenenalter erreichen.
In der ersten Hälfte des Jahres 2019 trat vermehrt Aspergillose auf. 7 Vögel (5 Küken und 2 ausgewachsene Exemplare) starben an der durch Pilzsporen verursachten Atemwegsinfektion. Mindestens 17 weitere Vögel waren infiziert.
Nachdem 2022 wieder ein erfolgreiches Zuchtjahr war, wuchs der Bestand zeitweilig auf 252 Tiere. Der Überhang an männlichen Vögeln ermöglichte es im Jahr 2023 erstmalig, Kakapos wieder auf dem neuseeländischen Festland anzusiedeln. Vier Männchen wurden im Waikato-Schutzgebiet, einem eingezäunten und gegen Raubtiere gesicherten Reservat, freigelassen.

### Bestandsentwicklung des Kakapo seit 1986
| - 1986: 22 (geschätzt) - 1991: 50 - 1992: 49 - 1993: 49 - 1994: 47 - 1995: 49 - 1996: 51 - 1997: 54 - 1998: 55 - 1999: 62 - 2000: 62 | - 2001: 62 - 2002: 86 - 2003: 86 - 2004: 83 - 2005: 86 - 2007: 85 - 2008: 91 - 2009: 124 - 2010: 122 (Stand: 16. Juli 2010) - 2011: 131 (Stand: 7. April 2011) - 2012: 127 (Stand: 31. Januar 2012) | - 2013: 124 (Stand: 21. Dezember 2013) - 2014: 126 (Stand: August 2014) - 2015: 125 (Stand: Juli 2015) - 2016: 155 (Stand: November 2016; starke Brutsaison) - 2017: 151 (Stand: 20. Dezember 2017) - 2018: 149 (Stand: April 2018) - 2019: 200 (Stand: August 2019) - 2020: 210 (Stand: Juni 2023) - 2021: 203 (Matakana, Tutū, Millie, Ihi, Xena, Pōtonga, Uri †) - 2022: 252 (Stand: August 2022) - 2023: 249 (Stand: 20. Februar 2023) - 2024: 247 (Stand: 4. Januar 2024) - 2024: 244 (Stand: 25. September 2024) |

## Mediale Rezeption
Der Kakapo ist wegen seiner massiven Bedrohung und der Rettungsmaßnahmen Gegenstand diverser wissenschaftlicher und populärwissenschaftlicher Bücher, Magazine und Fernsehdokumentationen. Vor allem Sirocco, ein von Menschenhand aufgezogener männlicher Kakapo, erlangte Bekanntheit in der BBC-Fernsehreihe Last Chance to See, die auf dem Buch Die Letzten ihrer Art des Zoologen Mark Carwardine und des Science-Fiction-Autors Douglas Adams basiert. Dort versuchte er, sich vor laufender Kamera mit dem Zoologen zu verpaaren. Aufgrund der weltweiten Verbreitung der Sendung über Fernsehen und Internet stieg sowohl der internationale Bekanntheitsgrad der Kakapos als auch jener Siroccos an. Im Internet entwickelte sich der entsprechende Ausschnitt aus der Dokumentation zu einem viralen Video und wurde 2023 für eine satirische Reportage über die Vogel-des-Jahres-Wahlen in Neuseeland in der Sendung Last Week Tonight with John Oliver gezeigt.
In Neuseeland wurde der Kakapo als erster Vogel zum zweiten Mal als Vogel des Jahres (2008, 2020) gewählt.
Das für Tierdarstellungen auf den Einbänden bekannte, im O’Reilly Verlag erschienene Buch R for Data Science zeigt einen Kakapo auf dem Titel.

## Videos
- „Birds of New Zealand – A Rare View“ von Rob Morris&Rod Hayden. About 3 Birds: Takahe-Kakapo-Black Robin. Wild South/Natural History Series. TV NZ Enterprises, Auckland/Dunedin 1990. 98 Minuten (Kakapo-Film von 1982; mit seltenen Bildern von Fiordland und Stewart Island)
- „To Save the Kakapo“ von Alison Ballance. Wild South Videos, Natural History New Zealand Ltd. Dunedin 1998. (60 Minuten, über die Brutsaison 1997 auf Codfish Island)
- „The Unnatural History of the Kakapo“ von Scott Mouat. ELWIN Productions, Dunedin 2009. 78 Minuten. (Film über den Rückgang der Populationen und die Bemühungen zur Erhaltung der Art)
- Wildes Neuseeland – Letztes Refugium für Kakapos. Beitrag aus der NDR-Reihe „Expeditionen ins Tierreich“ (2005)
- Der geheimnisvolle Kakapo, Eulenpapageien in Neuseeland. Beitrag aus der Reihe Abenteuer Wildnis. (2001) [Deutsche Bearbeitung und auf ca. 15 Min. gekürzte Fassung des Films von Alison Ballance].